# It's a Long Way to Tipperary

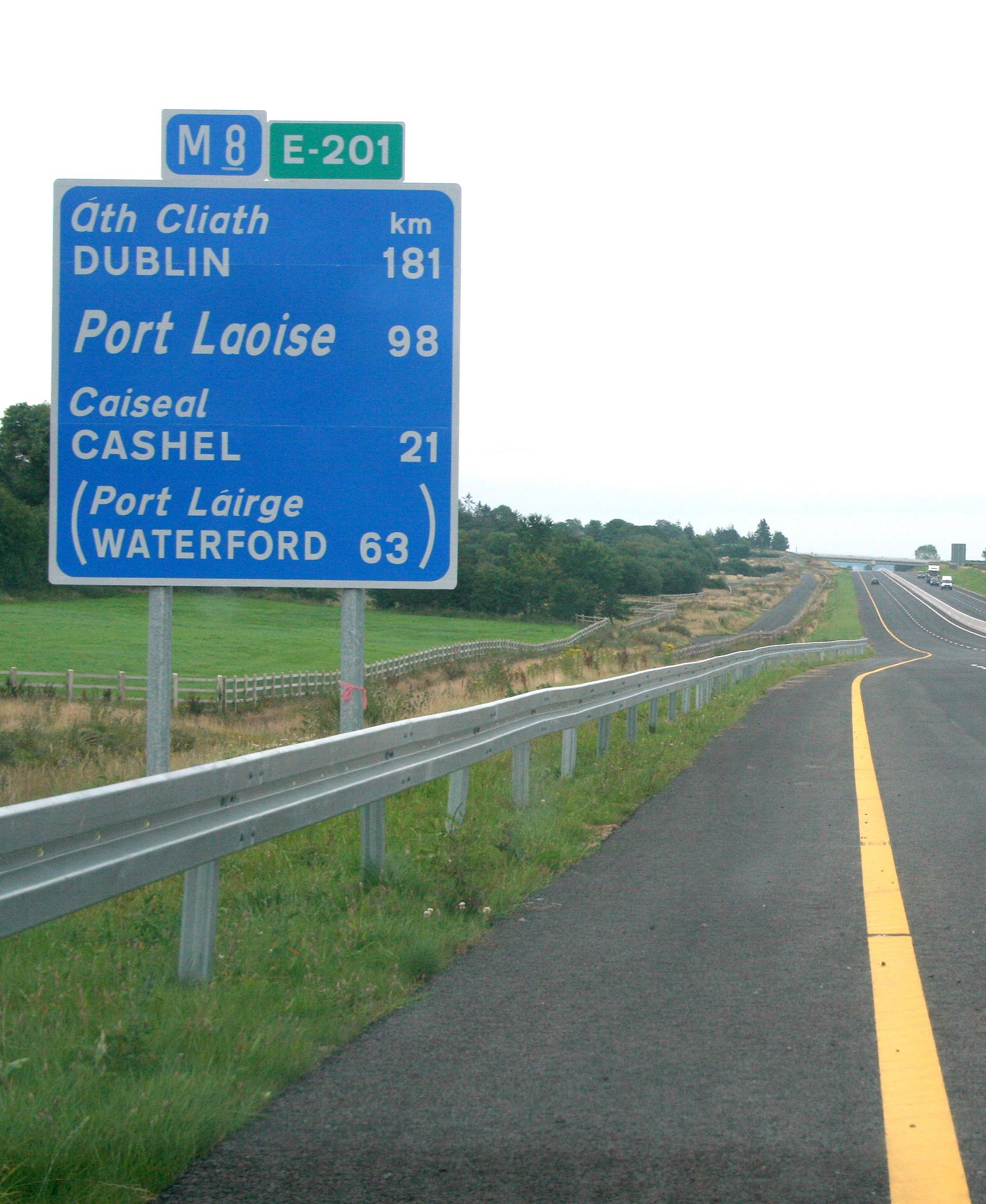
Motorvägen M8/E201 vid Tipperary

It's a (Long,) Long Way to Tipperary ('Det är (lång,) lång väg till Tipperary'), Roud 11235, är en irländsk Music hall-sång komponerad av Jack Judge och med text av Harry Williams från den 30 januari 1912. Judges föräldrar var irländare och hans mor- och farföräldrar kom från Tipperary.
Sången blev känd världen över genom en inspelning av John McCormack i november 1914, och sjöngs flitigt av irländska soldater under första världskriget. Sången handlar om irländaren Paddy (engelsmännens smeknamn på irländare) som har rest till London men längtar tillbaka till sin hemstad Tipperary och till sin älskade Molly. Sången finns även i en amerikansk version, där Paddy befinner sig i New York istället för London.
Sången har även spelats in på svenska av Ernst Rolf med titeln Det är långt hem till Tipperary, 1915.